# Shakespeare and Company

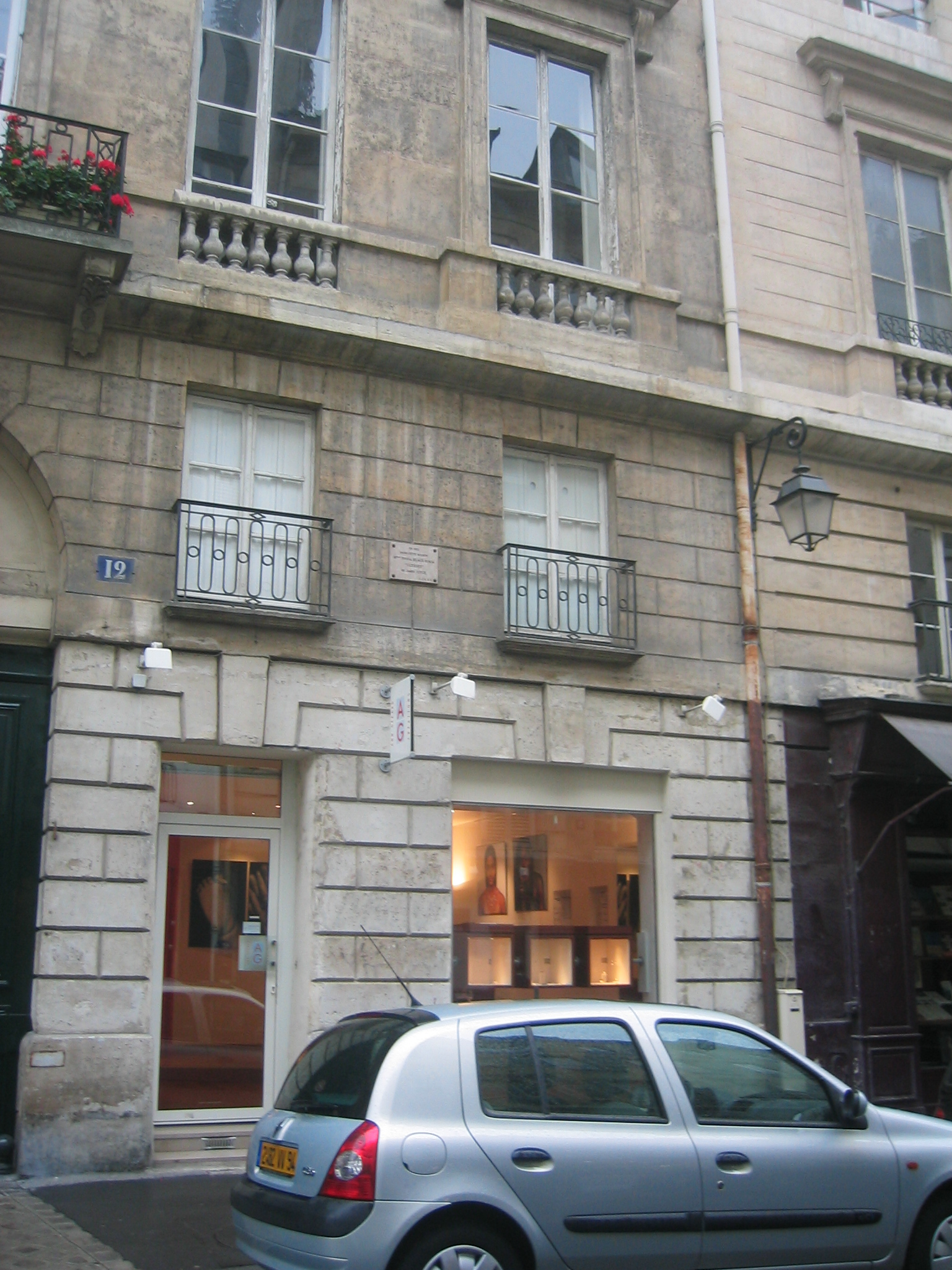
12, rue de l’Odéon im Jahr 2004

Shakespeare & Company (oft auch abgekürzt Shakespeare & Co.) ist der Name zweier bekannter und literaturgeschichtlich bedeutender Buchhandlungen in Paris.

## Das originaleShakespeare & Company
Die US-Amerikanerin Sylvia Beach eröffnete 1919 zunächst in der Rue Dupuytren die Buchhandlung Shakespeare & Company für englischsprachige Bücher. Schon zwei Jahre später, 1921, konnte sie in einen Laden in der Rue de l’Odéon umziehen, der direkt gegenüber der literarischen Buchhandlung ihrer (späteren) Lebensgefährtin Adrienne Monnier lag. Die Buchhandlung wurde zum Treffpunkt vieler Schriftsteller der Lost Generation – unter ihnen Ernest Hemingway, F. Scott Fitzgerald, James Joyce und T.S. Eliot. Spätestens durch die Publikation des Werkes Ulysses durch Sylvia Beach wurde Shakespeare & Company berühmt.
Während der deutschen Besetzung Frankreichs im Zweiten Weltkrieg schloss Sylvia Beach, um eine angedrohte Plünderung oder Enteignung zu verhindern, binnen Stunden das Geschäft, nachdem sie sich geweigert hatte, einem deutschen Offizier ihr Exemplar von Finnegans Wake zu verkaufen. Der symbolischen Befreiung durch den US-Soldaten Ernest Hemingway 1944 folgte jedoch keine Wiedereröffnung.

## Das zweiteShakespeare & Company

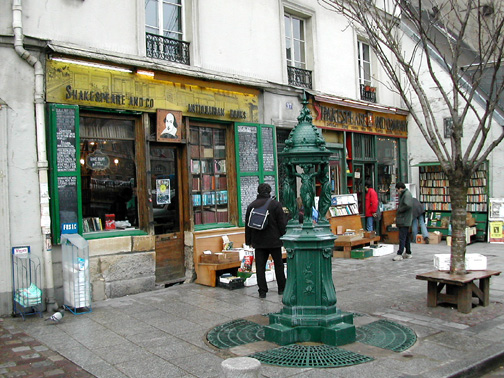
Shakespeare & Company in der Rue de la Bûcherie, 2004

Nach Beachs Tod benannte der US-Amerikaner George Whitman (1913–2011) seine 1951 gegründete Buchhandlung Le Mistral in der Rue de la Bûcherie 1962 zu ihren Ehren in Shakespeare and Company um. Die Buchhandlung wurde in den 1950er und 1960er Jahren zu einem wichtigen Treffpunkt der Beat-Generation. Schriftsteller wie Allen Ginsberg, Lawrence Ferlinghetti und William S. Burroughs trafen sich hier, Henry Miller war Stammkunde. Aktuell wird der Buchladen von George Whitmans Tochter, Sylvia Whitman, geführt.

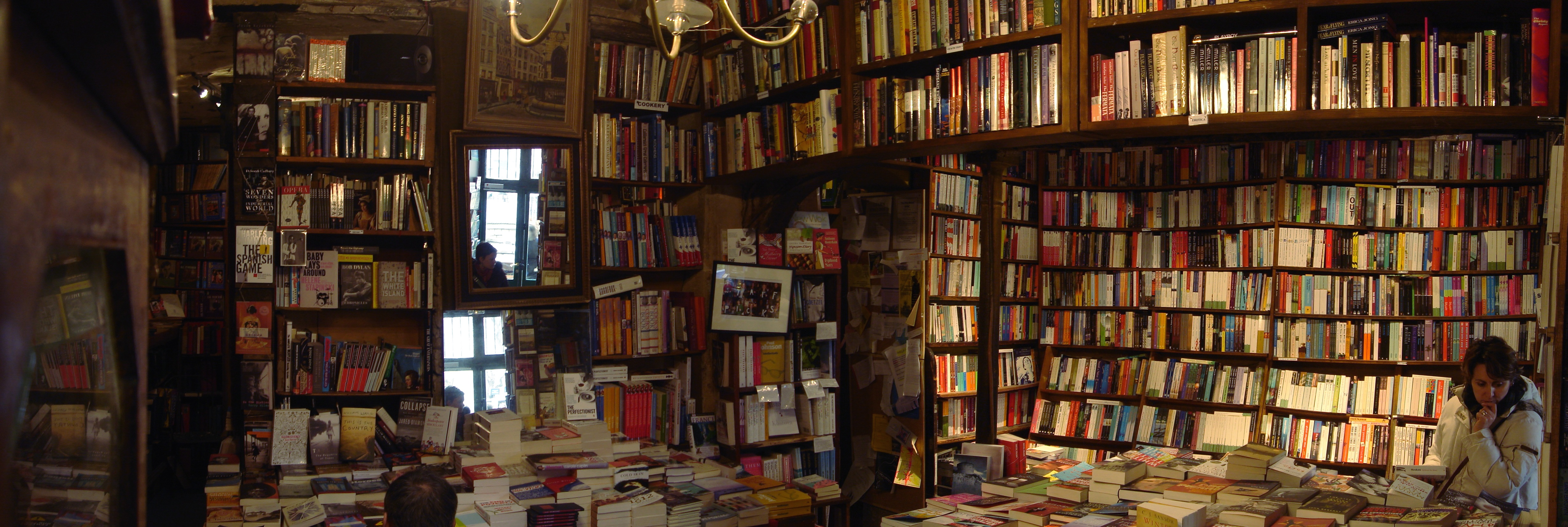
Innenaufnahme

## Trivia

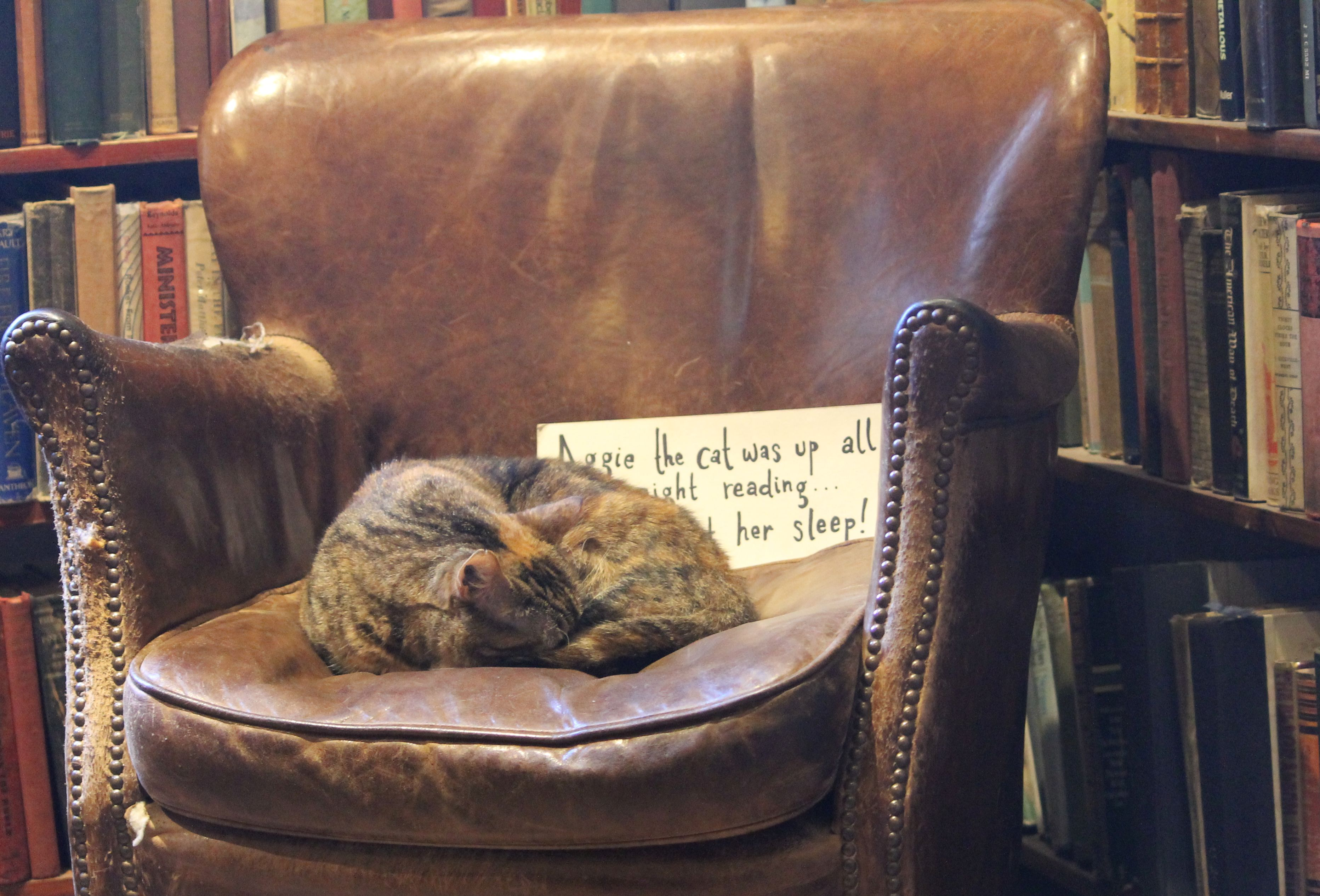
Aggie (2018)

In dem amerikanischen Spielfilm Before Sunset (2004) treffen sich Jesse und Celine in der Buchhandlung wieder, nachdem Celine aus der Zeitung erfuhr, dass Jesse dort eine Lesung hält. Auch für Woody Allens Spielfilm Midnight in Paris und Spike Jonzes animierten Kurzfilm Mourir auprès de toi (beide 2011) diente die Buchhandlung als Drehort.
Nach dem Tod von George Whitmans weißer Katze Kitty tauchte im Winter 2015 eine streunende Katze bei Shakespeare and Company in der Rue de la Bûcherie auf. Da sie zuerst in der Sektion für Kriminalromane gefunden wurde, erhielt sie den Namen Aggie (nach Agatha Christie). Aggie ist häufig auf ihrem Ledersessel im Leseraum im ersten Stock anzutreffen. Im November 2022 wurde Aggies Tod auf den Social-Media-Kanälen der Buchhandlung bekanntgegeben.
Einige Szenen für den Film Jane Austen und das Chaos in meinem Leben (2024) von Laura Piani entstanden ebenfalls in der Buchhandlung.